# Шальский
Ша́льский — посёлок в Пудожском районе Республики Карелия, административный центр Шальского сельского поселения.

## Общие сведения
Посёлок находится в устьевой части реки Водла вблизи восточного побережья Онежского озера. Расположен в 27 км к западу от Пудожа (32 км по автодороге) и в 85 км к востоку от Петрозаводска.
В 2008 году в состав посёлка включены посёлки Шала Пристань и Ново-Стеклянное, расположенные на правом берегу Водлы (ближайший мост через реку находится в Пудоже).
Действуют начальная и средняя школа, дом культуры, больница, часовня прп. Антония Сийского. Имеется пристань.

## История
Шальский погост впервые упоминается в Обводной книге Юрьева монастыря в 1391 году. В XV веке существовал Шальский Спасский монастырь, по преданию основанный преподобным Антонием Сийским.
В XVIII веке были построены стекольные заводы, действовавшие до первой четверти XIX века. Стекольный завод санкт-петербургского купца Тимофея Кононовича Козлова находился в одной версте от погоста на правом берегу р. Шалы в месте ее впадения в Водлу. В 1870 году построен лесопильный завод купца Н. И. Русанова. В 1882 году построен лесопильный завод петербургским купцом Д. Н. Лебедевым, в 1918 году завод был национализирован, в 1918—2000-х годах известен как Шальский лесопильный завод.
В 1925 году на островах Гольцы (Шальские; в Онежском озере в 6-8 км к юго-западу от посёлка) началось освоение гранитного месторождения. В 1930-х годах в посёлке был организован ремонт катеров. В годы Великой Отечественной войны располагалась партизанская база.
В 1940—1955 г. действовал Шальский рыбозавод.
В 1946 году Шальский получил статус посёлка городского типа. С 1991 года — посёлок сельского типа.

## Достопримечательности
В посёлке сохраняется Братская могила советских воинов и партизан, погибших в годы Великой Отечественной войны. Объект культурного наследия регионального значения
На мысу в устье реки Водлы сохраняется памятный знак на месте боя советских воинов и партизан с финским диверсионным отрядом в марте 1942 года.
В 14 км к югу, на мысе Бесов Нос, расположены памятники археологии — группы петроглифов, датируемые IV—III тысячелетием до нашей эры.
В 35 км к югу от посёлка находится один из самых древних монастырей Карелии — Муромский Успенский монастырь.

## Население
| 1959  | 1970  | 1979  | 1989  | 2002  | 2009  | 2010  |
| ----- | ----- | ----- | ----- | ----- | ----- | ----- |
| 3047  | ↘2989 | ↘2871 | ↘2714 | ↘2302 | ↗2435 | ↘1785 |
| 2013  |       |       |       |       |       |       |
| ↘1605 |       |       |       |       |       |       |

## Известные жители
- Соболев Степан Антонович (1891—1938) — советский партийный и хозяйственный деятель.
- Журавлёва Екатерина Семёновна (1888 — после 1955) — русская советская сказительница, исполнительница былин, сказов и плачей. Жила в посёлке Первомайский (ныне в составе посёлка Шальский). Работала на  Шальском лесопильном заводе[16].

## Улицы
- Гранитная
- Детская
- Заводская
- Заречная
- пер. Лесной
- Новая
- Озёрная
- Октябрьская
- Онежская
- Партизанская
- Первомайская
- Первомайская 1-я
- Первомайская 2-я
- Первомайская 3-я
- Первомайская 4-я
- пер. Северный
- Советская
- Стеклянская
- пер. Стеклянский